# Coppa Italia 1981-1982 (hockey su pista)
La Coppa Italia 1981-1982 è stata la 15ª edizione della principale coppa nazionale italiana di hockey su pista. La competizione si è conclusa il 26 giugno 1982.
Il trofeo è stato conquistato dal Follonica per la seconda volta nella sua storia.

## Risultati

### Finale
| Follonica 19 giugno 1982 Finale di andata | Follonica  | 5 – 4                                                                                        | AFP Giovinazzo | Pista Armeni |
| \| \| \| \| \| Artini Cavallini Cozzi Esposito Micheli Paghi Palmieri Pietrini Rastelli Tozzini \| Formazioni \| Aquino Cannato A. Caricato M. Caricato Colamaria D'Agostino Frasca Labianca Stufano Turturro \| \| ? \| Allenatori \| Gianbattista Massari \| |            |                                                                                              |                |              |
| |            |                                                                                              |                |              |
| Artini Cavallini Cozzi Esposito Micheli Paghi Palmieri Pietrini Rastelli Tozzini | Formazioni | Aquino Cannato A. Caricato M. Caricato Colamaria D'Agostino Frasca Labianca Stufano Turturro |                |              |
| ? | Allenatori | Gianbattista Massari                                                                         |                |              |

| Giovinazzo 26 giugno 1982 Finale di ritorno | AFP Giovinazzo | 4 – 4                                                                            | Follonica | Palasport di Giovinazzo |
| \| \| \| \| \| Aquino Cannato A. Caricato M. Caricato Colamaria D'Agostino Frasca Labianca Stufano Turturro \| Formazioni \| Artini Cavallini Cozzi Esposito Micheli Paghi Palmieri Pietrini Rastelli Tozzini \| \| Gianbattista Massari \| Allenatori \| ? \| |                |                                                                                  |           |                         |
| |                |                                                                                  |           |                         |
| Aquino Cannato A. Caricato M. Caricato Colamaria D'Agostino Frasca Labianca Stufano Turturro | Formazioni     | Artini Cavallini Cozzi Esposito Micheli Paghi Palmieri Pietrini Rastelli Tozzini |           |                         |
| Gianbattista Massari | Allenatori     | ?                                                                                |           |                         |

## Campioni
| Vincitore della Coppa Italia 1981-1982 |
| -------------------------------------- |
| Follonica 2º titolo                    |